# Halowe Mistrzostwa Europy w Lekkoatletyce 1986 – skok wzwyż kobiet
Skok wzwyż kobiet – jedna z konkurencji technicznych rozgrywanych podczas halowych lekkoatletycznych mistrzostw Europy w hali Palacio de Deportes w Madrycie. Rozegrano od razu finał 23 lutego 1986. Zwyciężyła reprezentantka Niemieckiej Republiki Demokratycznej Andrea Bienias. Tytułu zdobytego na poprzednich mistrzostwach nie broniła Stefka Kostadinowa z Bułgarii.

## Rezultaty

### Finał
Wystąpiło 12 skoczkiń.

Opracowano na podstawie materiału źródłowego.
| Miejsce | Zawodniczka        | Wynik |
| ------- | ------------------ | ----- |
| 1       | Andrea Bienias     | 1,97  |
| 2       | Gabriele Günz      | 1,94  |
| 3       | Łarisa Kosicyna    | 1,94  |
| 4       | Diana Davies       | 1,90  |
| 5       | Maryse Éwanjé-Épée | 1,90  |
| 5       | Alessandra Fossati | 1,90  |
| 7       | Swetłana Isaewa    | 1,85  |
| 8       | Susanne Lorentzon  | 1,85  |
| 9       | Urszula Kielan     | 1,85  |
| 9       | Covandonga Mateos  | 1,85  |
| 11      | Sigrid Kirchmann   | 1,80  |
| 11      | Samra Tanovic      | 1,80  |